# Anders Rosengren
Anders Henrik Rosengren, ofta kallad Anders H Rosengren, född 13 februari 1978, är en svensk läkare och professor i molekylär medicin vid Göteborgs universitet.

## Biografi
Rosengren utbildades till läkare i Lund och fortsatte direkt med forskarutbildning. Han disputerade 2007 på en avhandling om diabetes, dess orsaker och möjlig behandling. År 2010 publicerade han en artikel i tidskriften Science som redovisade den första upptäckten av en koppling på molekylnivå mellan stress och typ 2-diabetes. Han har varit framstående inom detaljerad grundforskning men har kombinerat detta med forskning om levnadsvanor och hälsobeteende. Han blev 2013 inbjuden av EASD (European Association for the Study of Diabetes) som en av fyra talare under programpunkten "Rising Star" vid organisationens årliga konferens.
Rosengren har medverkat till utvecklingen av metoden Livsstilsverktyget. Verktyget bygger på att information om hälsa och levnadsvanor kombineras med reflekterande frågor för att hjälpa människor att sätta hälsoråd i ett större perspektiv, bli mer medvetna om sina vanor och utforska vilka råd som passar i den egna vardagen. Man har i kontrollerade studier kunnat visa att de som regelbundet använder verktyget får bättre blodsocker, blodtryck och insulinkänslighet, lägre vikt och fettmassa, och att effekterna kvarstår under lång tid.
År 2024 gav han ut boken En oväntad glänta: tankar om hälsa och existens. Boken behandlar existentiell hälsa med utgångspunkt från Tomas Tranströmers diktvärld, där existentiell hälsa handlar om att leva med tillvarons osäkerhet, att vila i det ovetbara, och att leva med ödmjukhet inför att man som människa aldrig blir färdig.
Rosengrens vetenskapliga publicering har (2025) enligt Scopus citeringsdatabas närmare 11 000 citeringar och ett h-index på 33.

## Utmärkelser
- 2013 – EFSD Rising Star Fellowship Programme award, inbjuden att presentera en översikt av sin forskning vid EASD:s årliga möte.[9]
- 2021 – Tilldelad Eric K. Fernströms pris till yngre, särskilt lovande och framgångsrika forskare, även kallat Lilla Fernströmpriset, för sin mycket breda forskning om diabetes typ 2 – från cellnivå, via klinisk forskning till befolkningsnivå.[1]